# Некочеа (округ)
Округ Некочеа (ісп. Necochea) — адміністративно-територіальна одиниця 2-ого рівня у провінції Буенос-Айрес в центральній Аргентині. Адміністративний центр округу — Некочеа (ісп. Necochea).
Населення округу становить 92933 особи (2010). Площа — 4455 кв. км.

## Історія
Округ заснований у 1865 році.

## Населення
У 2010 році населення становило 92933 особи. З них чоловіків — 44420, жінок — 48513.

## Політика
Округ належить до 5-ого виборчого сектору провінції Буенос-Айрес.